# Фундасьон
Фундасьон (исп. Fundación) — город и муниципалитет на севере Колумбии, на территории департамента Магдалена.

## История
До испанского завоевания на территории муниципалитета проживали представители индейской группы племён карибов. Поселение, из которого позднее вырос город, было основано в 1906 году. Муниципалитет Фундасьон был выделен в отдельную административную единицу в 1945 году.

## Географическое положение

МуниципалитетФундасьон

Город расположен в северо-восточной части департамента, на правом берегах реки одноимённой реки, на расстоянии приблизительно 75 километров к югу от Санта-Марты, административного центра департамента Магдалена. Абсолютная высота — 67 метров над уровнем моря.

Муниципалитет Фундасьон граничит на севере с территорией муниципалитета Аракатака, на северо-западе — с муниципалитетом Эль-Ретен, на западе — с муниципалитетом Пивихай, на юго-западе — с муниципалитетом Альгарробо, на юго-востоке и востоке — с территорией департамента Сесар. Площадь муниципалитета составляет 1157 км².

## Население
По данным Национального административного департамента статистики Колумбии, совокупная численность населения города и муниципалитета в 2015 году составляла 57 344 человек.
Динамика численности населения муниципалитета по годам:
| 2005   | 2006   | 2007   | 2008   | 2009   | 2010   | 2011   | 2012   | 2013   | 2014   | 2015   |
| ------ | ------ | ------ | ------ | ------ | ------ | ------ | ------ | ------ | ------ | ------ |
| 56 986 | 57 073 | 57 082 | 57 096 | 57 120 | 57 139 | 57 170 | 57 195 | 57 246 | 57 297 | 57 344 |

Согласно данным переписи 2005 года мужчины составляли 49,1 % от населения Фундасьона, женщины — соответственно 50,9 %. В расовом отношении белые и метисы составляли 89,9 % от населения города; негры, мулаты и райсальцы — 6,9 %, индейцы — 3,2 %.
Уровень грамотности среди всего населения составлял 84,2 %.

## Экономика
Основу экономики Фундасьона составляет сельскохозяйственное производство.

53,8 % от общего числа городских и муниципальных предприятий составляют предприятия торговой сферы, 34,3 % — предприятия сферы обслуживания, 11 % — промышленные предприятия, 0,9 % — предприятия иных отраслей экономики.

## Транспорт
К востоку от города проходит национальное шоссе № 45 (исп. Ruta Nacional 45). В западной части города расположен одноимённый аэропорт (ICAO: SKFU, IATA: FDA).